# 座光寺氏
座光寺氏（ざこうじし）は信濃国伊那郡座光寺村を根拠とした豪族、武家の氏族。江戸時代に山吹陣屋を根拠として信濃衆の交代寄合を出した。

## 出自
座光寺氏の出自は、寛政重修諸家譜によると鎮西八郎為朝の子大嶋二郎為家が伊豆国大島を去り、信濃国伊那郡下条に住し、のち同郡座光寺村に移り座光寺氏を称した。
また、諏訪氏の族であるとも、清和源氏片桐氏族であるとも言われる。

## 戦国時代
座光寺為清は天正3年(1575年)11月21日に武田方の武将秋山虎繁と共に美濃岩村城に籠城して織田方と戦ったが、降伏赦免の参礼に城を出たところ秋山虎繁・大嶋杢之助と共に捕縛されて、逆さ磔の極刑に処せられた。
本能寺の変による織田信長の死後、信濃の豪族は豊臣方につくか徳川方につくか去就を決めかねていた。為清の子の座光寺為時（座光寺次郎右衛門）は松岡右衛門佐貞利（松岡右衛門大夫）の配下にあったが、天正13年（1585年）に小笠原貞慶が徳川方から豊臣方に変心したのをみた松岡は、貞慶に味方しようと高遠城の攻撃に加わろうとしたが形勢が不利とみて引き返した。この動きを家臣であった為時（次郎右衛門）は伊那郡司の菅沼定利に報告し、駿府の家康の面前で松岡と対決することとなり逆心に相違がないことが明らかとなった。この功により座光寺氏は400石の加増を受け、秀忠からも朱印状を拝領した

## 江戸時代
江戸時代には信濃国山吹（山吹陣屋、後の高森町）を拠点としており石高は1,400石余。家康により先祖以来の知行地に配されることになり、関ヶ原の戦いの後に本国である伊那郡に戻った。
知久氏や小笠原氏とともに交代寄合となり、伊那三家（伊那衆、信濃衆）とも呼ばれた。ただし、交代寄合が制度として確立するのは18世紀以降とされ、17世紀の段階では「信濃衆」の呼称が見当たらないなど不明な点もある。

## 系譜
江戸時代の交代寄合旗本（伊那衆）の座光寺氏の系譜。
- 座光寺為時－為重－為真－為治－為勝－為攄－為忠－為礥－為寿－為将－為巳－為邕－為永